# ミクロビリジン

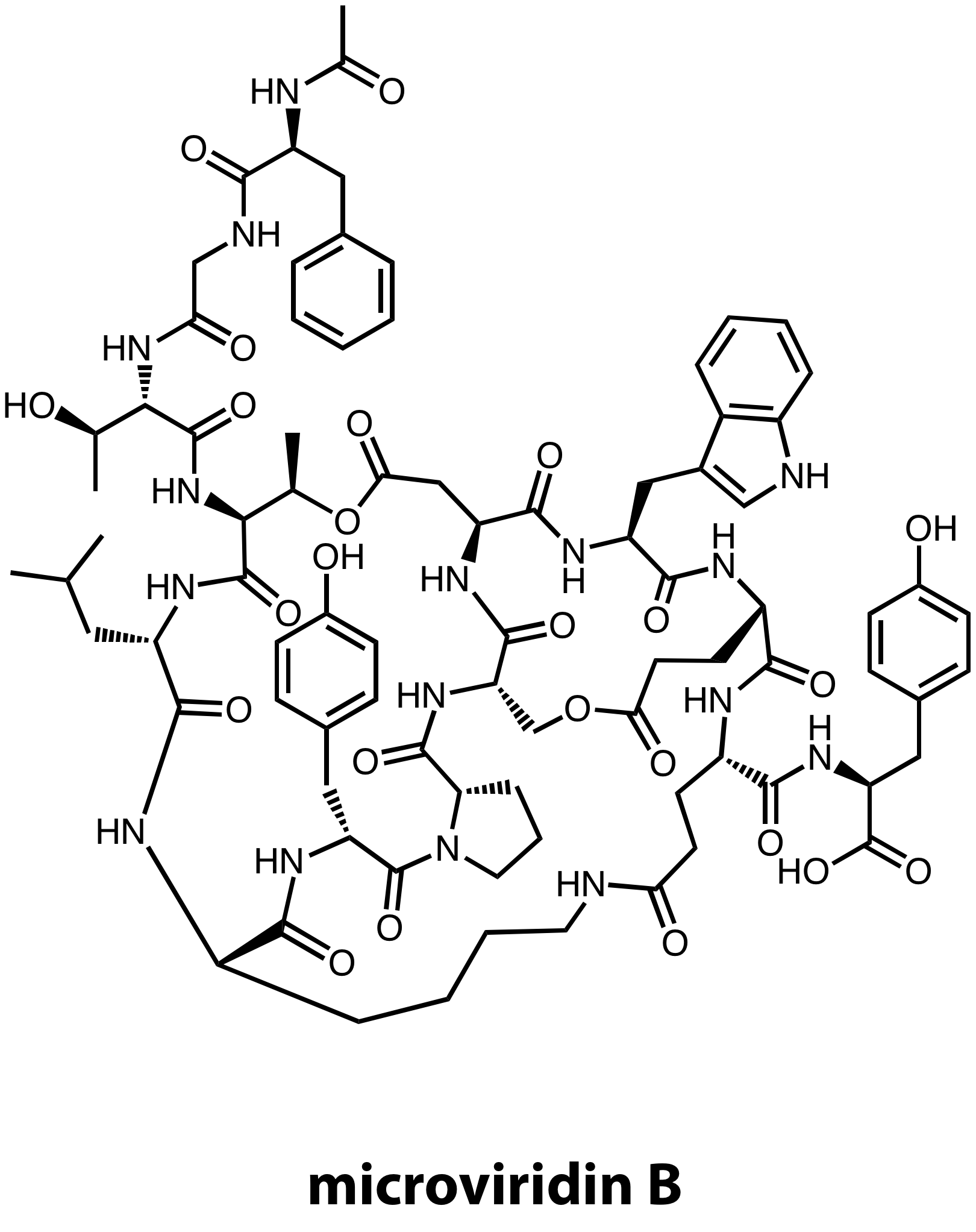
ミクロビリジンBの構造

ミクロビリジン(Microviridin)は、数種の藍藻が産出するセリンプロテアーゼ阻害剤の分類の一つである。ゲノムマイニングの結果により、ミクロビリジンの生合成に関わる遺伝子クラスターはかなり広範に存在し、プロテオバクテリア門やバクテロイデス門の多くの種でも見られることが分かった 。ミクロビリジンは、RiPPsファミリーの一つである。
最初のミクロビリジンは、Microcystis viridisから単離され、その構造は1990年に報告された。2種類の特化したATP-graspリアーゼの酵素活性に由来する三環のデプシペプチドであり、これらの酵素は前駆ペプチドのコア部分に2つのラクトン環と1つのラクタム環を形成する。

## 毒性
ミクロビリジンJは、恐らくプロテアーゼ阻害活性のため、ミジンコの脱皮を阻害する。